# 에치젠타케후역
에치젠타케후역(일본어: 越前たけふ駅, えちぜんたけふえき)은 일본 후쿠이현 에치젠시에 있는 서일본 여객철도의 철도역이다. 호쿠리쿠 신칸센의 단독역이다.

## 역 구조

### 승강장

#### 신칸센
| 승강장 | 노선            | 방향 | 행선                |
| ------ | --------------- | ---- | ------------------- |
| 1      | 호쿠리쿠 신칸센 | 상행 | 가나자와・도쿄 방면 |
| 2      | 호쿠리쿠 신칸센 | 하행 | 쓰루가 방면         |

## 역사
- 2024년 3월 16일: 호쿠리쿠 신칸센 연장 개통에 따른 역 개업.